# Baywatch (film)
Baywatch (film) er en amerikansk actionkomedie fra 2017. Filmen er baseret på TV-serien Baywatch.

## Handling
I Emerald Bay, Florida, er Mitch Buchannon (spillet af Dwayne Johnson) og hans hold af livreddere, inklusive hans næstkommanderende Stephanie Holden, ved stranden og bugten som en del af en eliteafdeling af livreddere, kendt som Baywatch. Efter at have gennemført over 500 redninger i løbet af sin karriere, er Mitch meget vellidt af samfundet. Under en af sine morgenpatruljer opdager Mitch en lille pose narkotika, som er skyllet op af vandet nær Huntley Club, som nu ejes af forretningskvinden Victoria Leeds. Victoria Leeds har i hemmelighed bestukket byrådsmedlemmet Rodriguez og en række andre i et forsøg på at øge hendes indsats.
Mitch møder senere atleten Matt Brody, som mener, at hans tidligere deltagelse i de Olympiske Lege automatisk giver ham adgang til at starte som livredder uden at skulle igennem en eneste test først. Efter en række konkurrencer får Mitch og hans kolleger tre nye livreddere: Ronnie Greenbaum og Summer Quinn samt Matt Brody. Da en privat yacht bryder i brand, går Brody imod en direkte ordre ved at dykke ned i vandet direkte under flammerne. Det betyder, at Brody skal reddes af de andre livreddere. Mitch, Brody og Summer infiltrerer senere et hospital. Her bliver de vidner til, hvordan Victoria Leeds’ håndlangere har efterladt en forfalsket rapport for at dække over, at byrådsmedlem Rodriguez blev myrdet på Victoria Leeds' ordre.
Overbevist om, at Leeds sælger stoffer via Huntley Club, går Mitch og Brody undercover, hvor de opdager, hvordan Leeds og hendes medarbejdere anskaffer stoffer og sælger stoffer. De forsøger at afsløre Leeds' planer om at privatisere hele stranden, og hun køber systematisk enhver konkurrent ud eller eliminerer på anden måde enhver konkurrerende virksomhed i området. Livredderne forsøger derefter at infiltrere en privat fest på Victoria Leeds' personlige yacht for at finde ud af, hvordan hun smugler stoffer.

## Medvirkende
- Dwayne Johnson som Lieutenant Mitch Buchannon
- Zac Efron som Matt Brody
- Priyanka Chopra som Victoria Leeds
- Alexandra Daddario som Summer Quinn
- Jon Bass som Ronnie Greenbaum
- Kelly Rohrbach som C. J. Parker
- Ilfenesh Hadera som Stephanie Holden
- Yahya Abdul-Mateen II som Sergeant Garner Ellerbee
- Rob Huebel som Captain Thorpe
- Hannibal Buress som Dave, The Tech
- Oscar Nunez som Councilman Rodriguez
- Amin Joseph som Frankie
- Jack Kesy som Leon
- Belinda Peregrín som Carmen
- David Hasselhoff som Mentoren Mitch Buchannon (gæsteoptræden)
- Pamela Anderson som Captain Casey Jean Parker (gæsteoptræden)[5]

## Produktion
Filmen er instrueret af Seth Gordon. Det kostede 460 millioner kroner at lave filmen.